# Franz Hartmann

Franz Hartmann (n. 22 noiembrie 1838, Donauwörth – 7 august 1912, Kempten im Allgäu) a fost un fizician german, teozof, ocultist, geomant, astrolog și scriitor.

## Biografie
Opera acestuia include mai multe cărți de studii esoterice și biografice asupra operei lui Jakob Bohme și Paracelsus. A tradus Bhagavad Gita în germană și a fost editorul revistei "Lotusbluten". A fost, pentru o vreme, colaboratorul Elenei Blavatsky la Adyar. În 1896 fondează Societatea Teozofică Germană, fiind de asemenea un sprijinitor necondiționat al Guido-von-List-Society. Alături de Reuss și Carl Kellner, Hartmann se numără printre fondatorii originari ai Ordinului Magic, care va fi cunoscut mai târziu sub numele de Ordo Templi Orientis.

## Traduceri în limba română
- Franz Hartmann, "Viața lui Philippus Theophrastus Bombast de Hohenheim, cunoscut sub numele de Paracelsus și esența învățăturilor sale despre Cosmologie, Antropologie, Pneumatologie, Magie și Vrăjitorie, Medicină, Alchimie și Astrologie, Filozofie și Teozofie", Ediția a 2-a, Traducere din limba engleză: Ilie Iliescu, Editura Herald, Colecția Logos, București, 2012, 272 p., ISBN 978-973-111-274-9